# Ljuboten
Luboten (albanska: Luboten) är ett berg i Kosovo, på gränsen till Nordmakedonien. Det ligger i den södra delen av landet, 50 km söder om huvudstaden Pristina. Toppen på Luboten är 2 498 meter över havet, eller 371 meter över den omgivande terrängen. Bredden vid basen är 1,9 km.
Terrängen runt Luboten är bergig åt sydväst, men åt nordost är den kuperad. Runt Luboten är det ganska glesbefolkat, med 38 invånare per kvadratkilometer. Närmaste större samhälle är Ferizaj, 18,4 km norr om Luboten. Omgivningarna runt Luboten är en mosaik av jordbruksmark och naturlig växtlighet.